# Ополски университет
Ополският университет (на полски: Uniwersytet Opolski; на латински: Universitas Opoliensis) е държавен университет, разположен в Ополе, Южна Полша.
Основан е през 1994 г. след сливането на Висшия педагогически институт (1950–1994), първото висше училище в Ополския край, което първоначално се нарича Висш държавен педагогически колеж (1950–1954) и е разположено във Вроцлав, и Теолого-пасторския институт в Ополе (филиал на Люблинския католически университет), създаден през 1981 г.
Днес има 17 500 студенти и 1380 преподаватели, между които 203 професори.
Сред почетните доктори на университета са писателите Станислав Лем (1997) и Тадеуш Ружевич (2000), литературоведите Михал Гловински (2003) и Ришард Нич (2008), режисьорът Кшищоф Зануси (2010), политикът Лех Валенса (2011).

## Галерия
- Факултет по икономика
- Сграда на Полското химическо общество
- Collegium Minus на Ополския университет
- Collegium Civitas на Ополския университет
- Collegium Medicum на Ополския университет